# 1598
Năm 1598 (số La Mã: MDXCVIII) là một năm thường bắt đầu vào thứ năm  trong lịch Gregory (hoặc một năm thường bắt đầu vào Chủ Nhật của lịch Julius chậm hơn 10 ngày).